# Zakon Maronicki Błogosławionej Maryi Dziewicy
Zakon Maronicki Błogosławionej Maryi Dziewicy (arab.: Ar-Rouhbanyat Al-Marounyat Liltoubawyat Mariam Al-Azra) lub Mariamicki Zakon Maronicki (skrót: O.M.M.), pot. aleppini (halabici) albo mariamici – libańskie zgromadzenie zakonne założone w 1695 roku przez trzech młodych maronitów Gabriela Haoua, Abdallaha Qaraali i Jusufa al-Bitn jako Maronicki Zakon z Aleppo. Wielkim orędownikiem powstania zgromadzenia był patriarcha Stefan Douaihy z Ehden. W 1770 roku papież Klemens XIV zatwierdził Zakon Libańskich Maronitów, który wyodrębnił się ze zgromadzenia aleppinów. Siedziba zakonu znajduje się w Zuk Musbah, w Libanie.